# Gleichstromfernübertragung Miesbach–München
Die Gleichstromfernübertragung Miesbach–München in Bayern war die weltweit erste Übertragung elektrischer Energie über eine größere Strecke (57 km). Sie wurde im Jahr 1882 mit einer Gleichspannung von 2 kV in Betrieb genommen, versagte aber nach acht Tagen aufgrund eines Generatorschadens.
Die Leitung führte von Miesbach über Holzkirchen und Sauerlach nach München.

## Geschichte

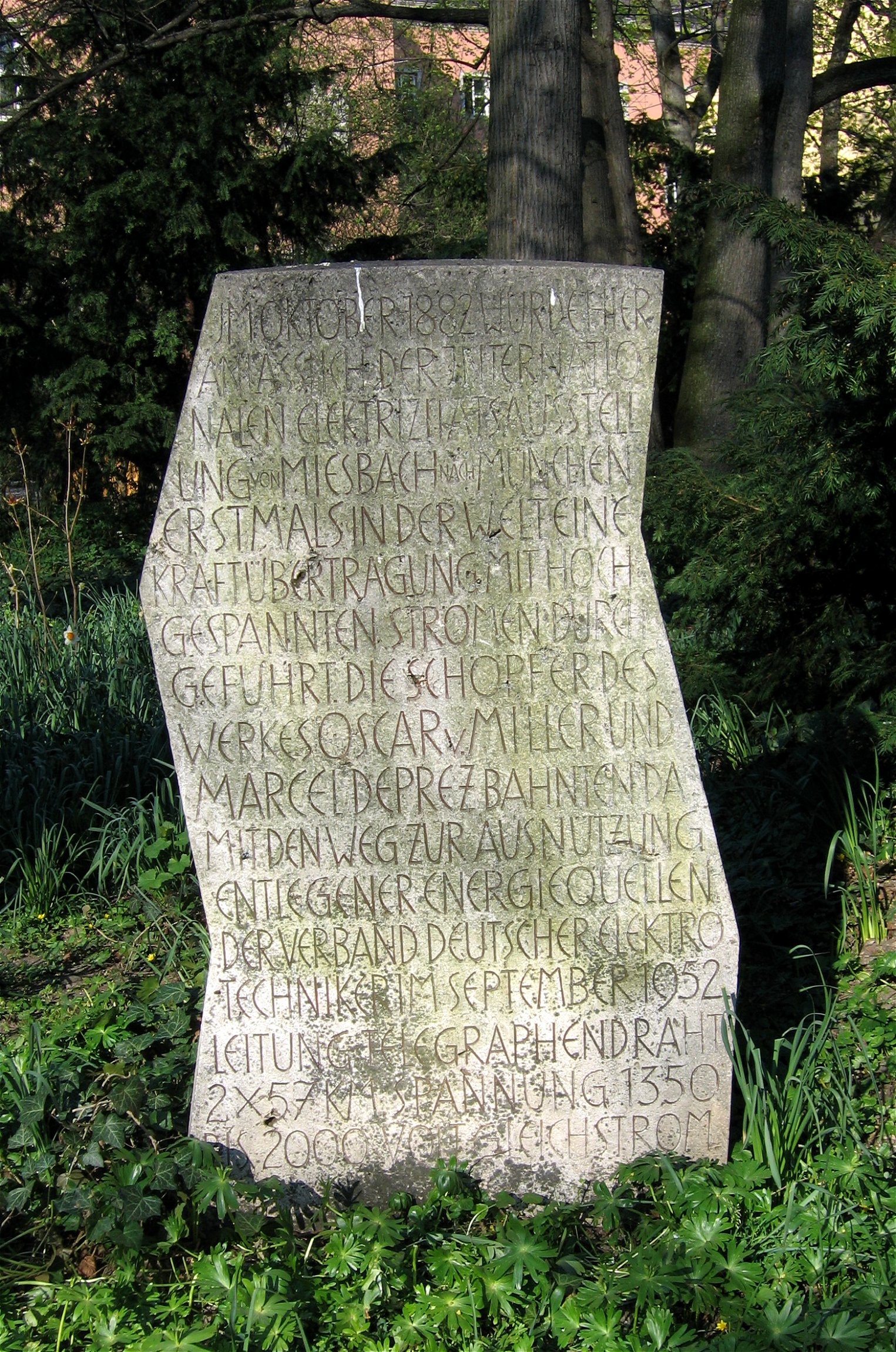
Gedenkstein im Alten Botanischen Garten, München – „1350 bis 2000 Volt“

Nachdem am 10. August 1881 in Paris die weltweit erste Internationale Elektrizitätsausstellung eröffnet worden war, wollte der spätere Gründer des Deutschen Museums in München, Oskar von Miller, als Organisator der Münchener Elektricitäts-Ausstellung, die am 16. September 1882 eröffnet wurde, diese mit der Pariser ebenbürtig erscheinen lassen.
Deshalb ließ er zusammen mit dem Franzosen Marcel Depréz eine Hochspannungs-Gleichstrom-Übertragungsleitung von Miesbach nach München errichten. In Miesbach wurde auf dem Gelände des Knorrschachts in der Nähe des Bahnhofs mit einer Dampfmaschine eine 1,5-PS-Dynamomaschine angetrieben. Die so erzeugte elektrische Energie wurde bei einer Spannung von 2 kV über eine 57 km lange Telegrafenleitung mit einem Leitungswiderstand von etwa 3 kΩ zum Glaspalast in München übertragen, wobei der Wirkungsgrad bei 25 % lag. Dort wurde mit der elektrischen Energie hauptsächlich ein Springbrunnen angetrieben.
Obwohl die zweckentfremdete Telegraphenleitung aus Eisendraht für einen Strom von einem halben Ampere nicht ausgelegt war und nach wenigen Tagen versagte, wurde das Konzept der Freileitung in den Folgejahren weiterentwickelt. Kommerziell erfolgreich war die Drehstromübertragung Lauffen–Frankfurt im Jahr 1891.
Der Verband Deutscher Elektrotechniker setzte im September 1952 im Alten Botanischen Garten in München an der Stelle des 1931 abgebrannten Glaspalastes einen Gedenkstein, in Miesbach wurde zum 100. Jahrestag des Ereignisses 1982 ein Brunnen errichtet.